# Øivind Blunck
Øivind Blunck , född 28 december 1950 i Oslo, är en norsk skådespelare.

## Filmografi (urval)
- 1988 - Folk och rövare i Kamomilla stad
- 1985 - Deilig er fjorden
- 1982 - Olsenbandens allra sista kupp
- 1981 - Den grønne heisen
- 1980 - Nedtur